# Sylvain Monsoreau
Sylvain Monsoreau, född 20 mars 1981 i Saint-Cyr-l'École, är en fransk före detta fotbollsspelare (försvarare).